# Чимга
Чимга (груз. ჭიმღა) — село в Грузії.
За даними перепису населення 2014 року в селі проживає 1 особа.